# Sposi in rodaggio
Sposi in rodaggio (For Better, for Worse) è un film del 1954 di produzione britannica diretto da J. Lee Thompson.